# Стріт-арт

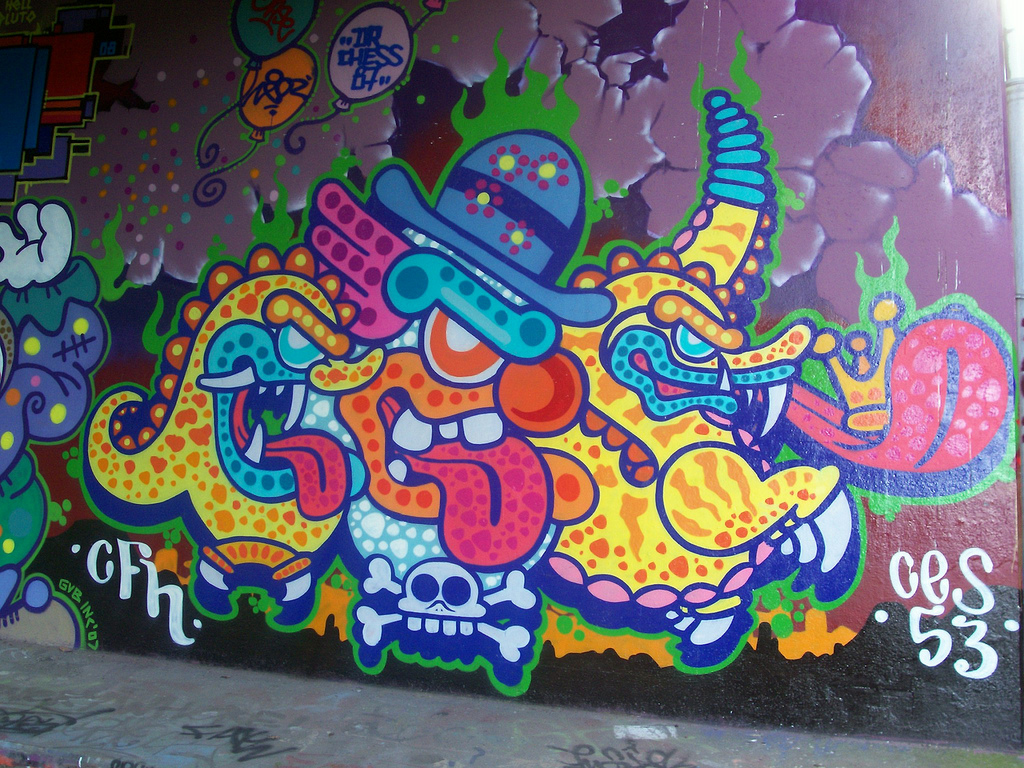
«Painting in the Global tradition» нідерландського художника

https://www.instagram.com/nake_23/

Вуличне мистецтво (англ. Street art — стріт-арт) — образотворче мистецтво, характерною особливістю якого є яскраво виражений урбаністичний стиль. Основна частина стріт-арту — графіті (спрей-арт), але не можна ототожнювати графіті та стріт-арт. До стріт-арту належать також постери (некомерційні), трафарети тощо. Термін стріт-арт поширився в процесі розвитку графіті на початку 1980-х років і пізніше використовувався як назва наступних вуличних шедеврів. Особливої популярності набув уже в ХХІ столітті.
Художники, що перетворюють вулиці на свої картинні галереї, займаються стріт-артом у більшості випадків для того, щоб безпосередньо спілкуватися з громадськістю в цілому та привернути увагу до цього мистецтва як молоді, так і старшого покоління. Звичайно, вуличні художники часто подорожують по країнах, щоб розширювати свої уявлення про різні види стріт-арту та втілювати їх у своїх роботах.

## Тло

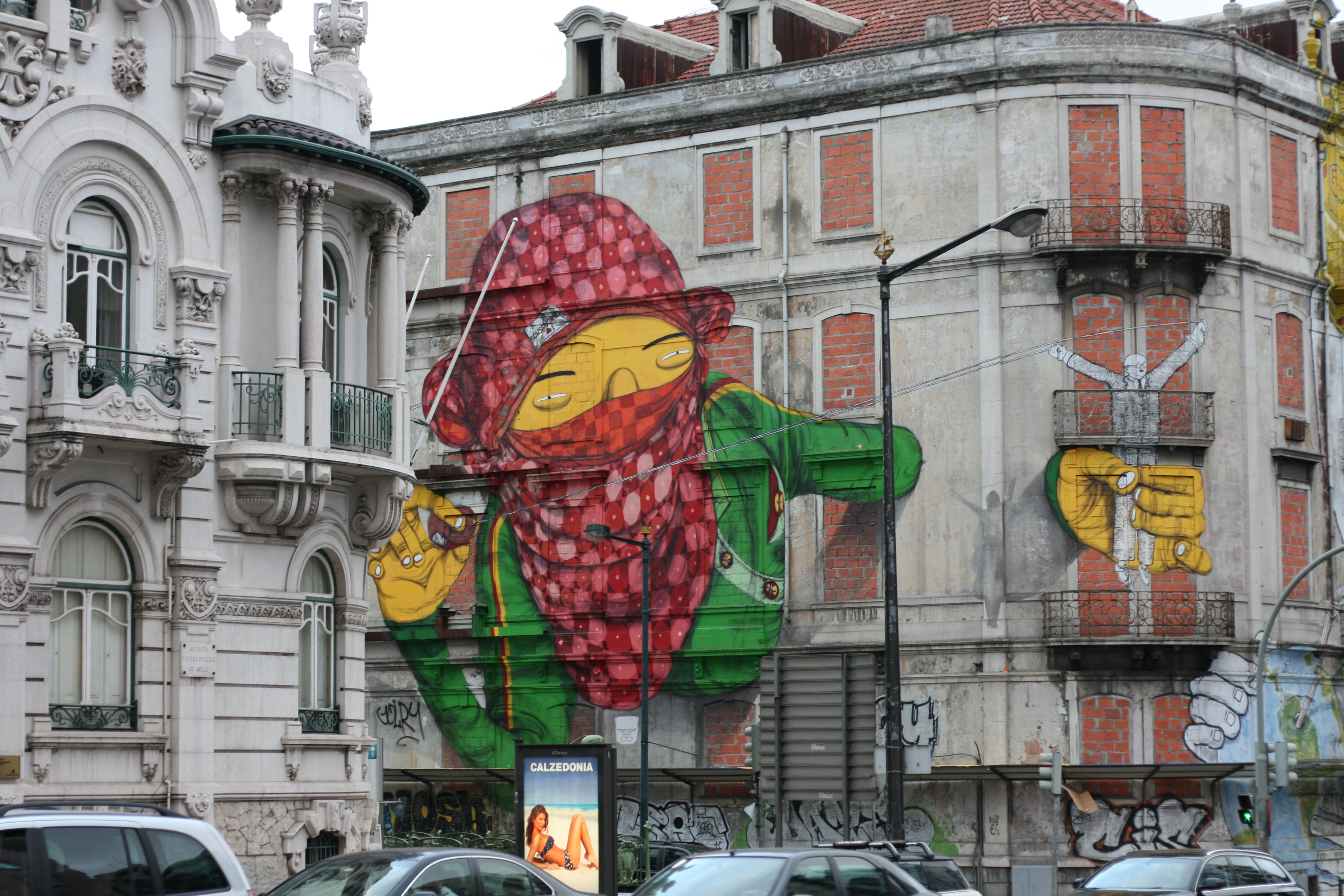
Лісабон, Португалія (2011)

Художники змінили мистецтво, розміщуючи свої шедеври в зовсім незвичних місцях. Вуличні художники прагнуть зробити так, щоб ці твори самі спілкувалися з перехожими та ставили їм різні запитання.
Мотиви і цілі шедеврів вуличних художників є дуже різноманітні. За допомогою своїх картин вони намагаються спілкуватися зі звичайними людьми про різні соціально значущі теми. Існує дві основні течії стріт-арту: активізм і підривна діяльність.
Вуличне мистецтво є потужною платформою для суспільного і політичного вираження різних проблем щодо людей з, так званими, суспільними вадами. Деякі вуличні художники використовують так званий «розумний вандалізм», як спосіб підвищення рівня інформованості. Більшість вуличних художників бачать стіни будинків, як неосвоєний простір для особистого мистецтва, в той час як інші можуть оцінювати ризики, пов'язані з розташуванням незаконного мистецтва в громадських місцях.
Універсальність вуличного мистецтва, в тому, що художники відчувають себе безправними і досягають набагато ширшої аудиторії, ніж представники традиційних мистецтв. У той час як художники у сфері графіті використовують головним чином лише аерозольні фарби для виробництва своїх робіт, «стрит-арт» містить в собі безліч інших методів та матеріалів, включаючи: світлодіодне мистецтво, шаблонне графіті, стінопис, фотошпалери, трафарет-арт, стикер-арт, крохмальний клейстер, графіті-жаргон, і в'язане графіті.
Нові медіа-форми, такі як проєкція на великі міські будівлі стають все більш популярним інструментом для вуличних художників. Доступність дешевих засобів малювання дозволяє вуличним художникам мати більші можливості у створенні своїх шедеврів. Стріт-арт є актуальною проблемою. Деякі люди вважають це злочином, інші вважають це мистецтвом. Вуличні художники можуть бути звинувачені у вандалізмі, заподіянню шкоди здоров'ю, умисному знищенню майна чи антигромадській поведінці.

### Походження

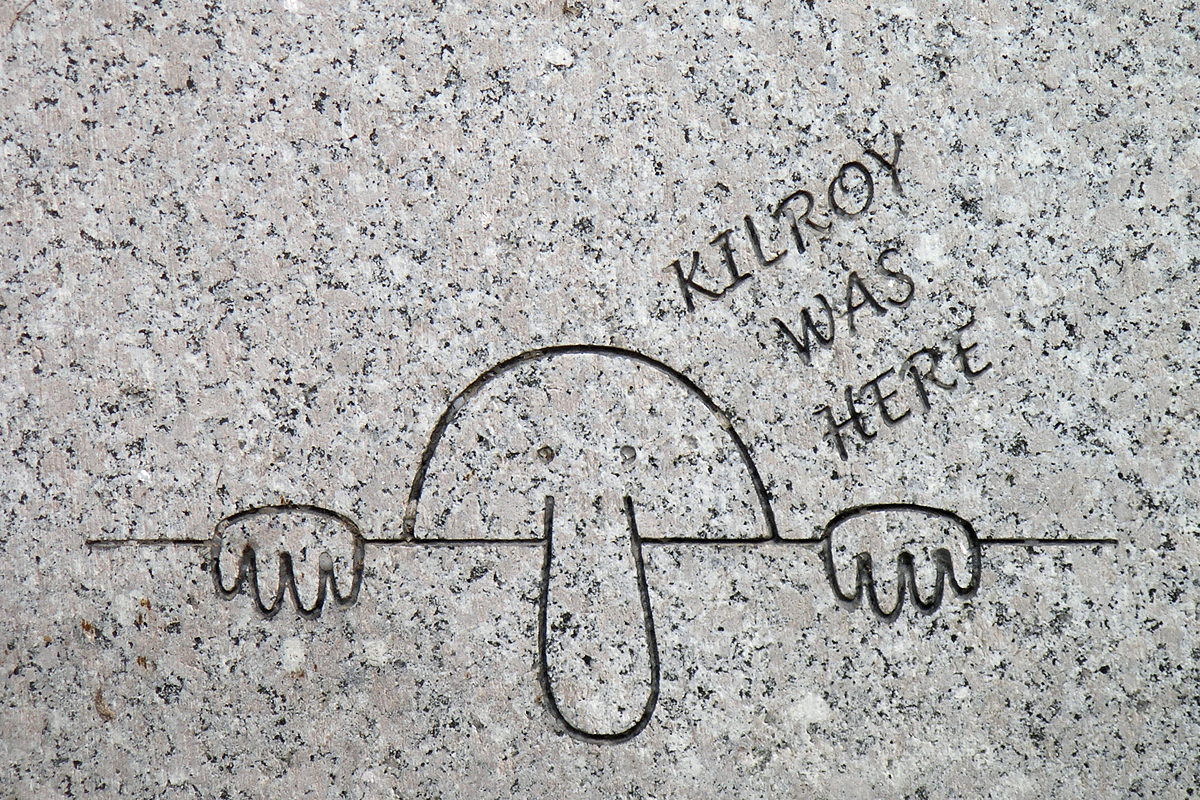
«Кілрой був тут»

Гасла протесту і політичні або соціальні коментарі на стінах будинків стали попередниками сучасного графіті та стріт-арту. Стріт-арт у вигляді тексту або простих знаків став відомим вже в другій половині 20 століття.
Один з перших екземплярів графіті — «Кілрой був тут» (від англ. Kilroy was here) — був створений ще за часів Другої Світової війни. Це — простий малюнок людини з довгим носом, що визирає з-за стіни.
Мистецтво з'явилося ще в найдавніші часи. Саме малюнки на скелях вважають першим зразком Street art. Ну а витоки сучасної культури беруть свій початок в США з 1930-х років. Ціла культура почалася з звичайних хуліганів, які почали малювати графіті на вагонах та стінах будинків.  [Архівовано 13 вересня 2021 у Wayback Machine.]
Багато чого з сучасного вуличного мистецтва має витоки з Нью-Йорка, де в 1960-1980-х роках розвивався так званий графіті-бум.

### Перші роботи

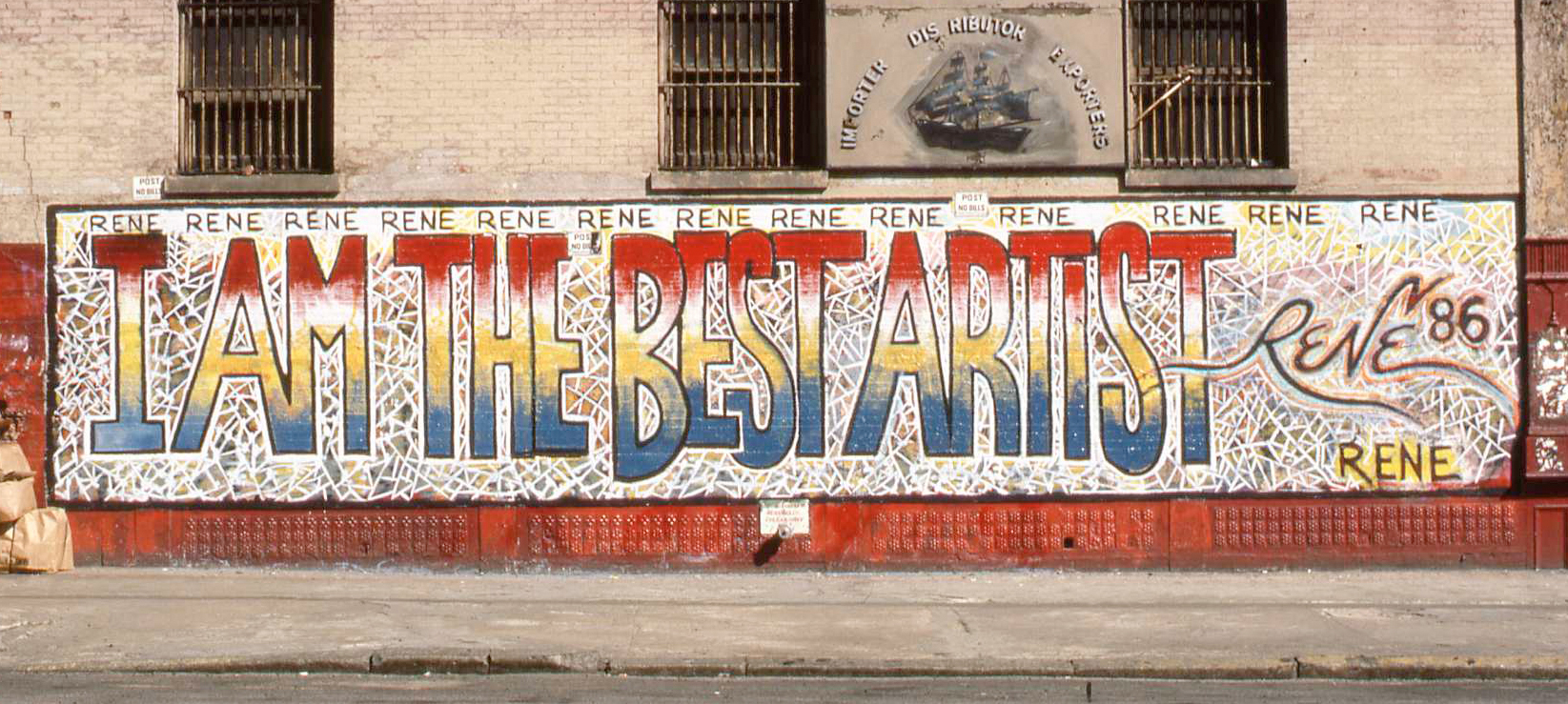
I AM THE BEST ARTIST Rene, Нью-Йорк (1986)

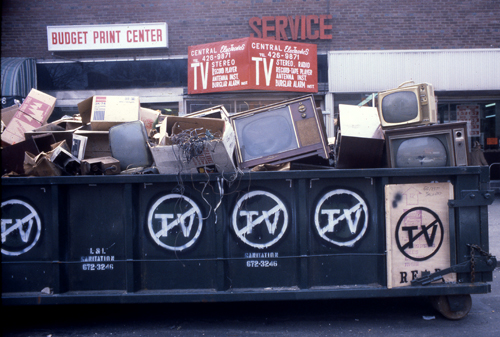
Джон Фекнер «без ТВ», Нью-Йорк (1980)

Північно-західні стіни будинків на перехресті Х'юстон-стріт і Бауэри в Нью-Йорку завжди були метою художників з 1970-х років. Саме там і зародилася один з найвідоміших графіті, що називається «Я найкращий художних (с) Рене» (від англ. I AM THE BEST ARTIST Rene|I'm the best artist.Rene)
Такі графіті Рене Монкада стали з'являтися на вулицях наприкінці 1970-х років. Вони були темою обговорення багатьох людей, і пов'язані з цим правові конфлікти піднімали дискусію про діяльність художника. Та незважаючи ні на що, ці творіння стали місцем, де молодь з усього світу з'їжджалася і робила фотографії на фоні графіті Рене.

### Виставки
У 1981 році у Вашингтоні відбулася виставка під назвою «вуличні роботи», де свої творіння показували місцеві художники, такі як Джон Фекнер, Фаб Файв Фредді та Лі Квінонс.

## Стріт-арт навколо світу

### США

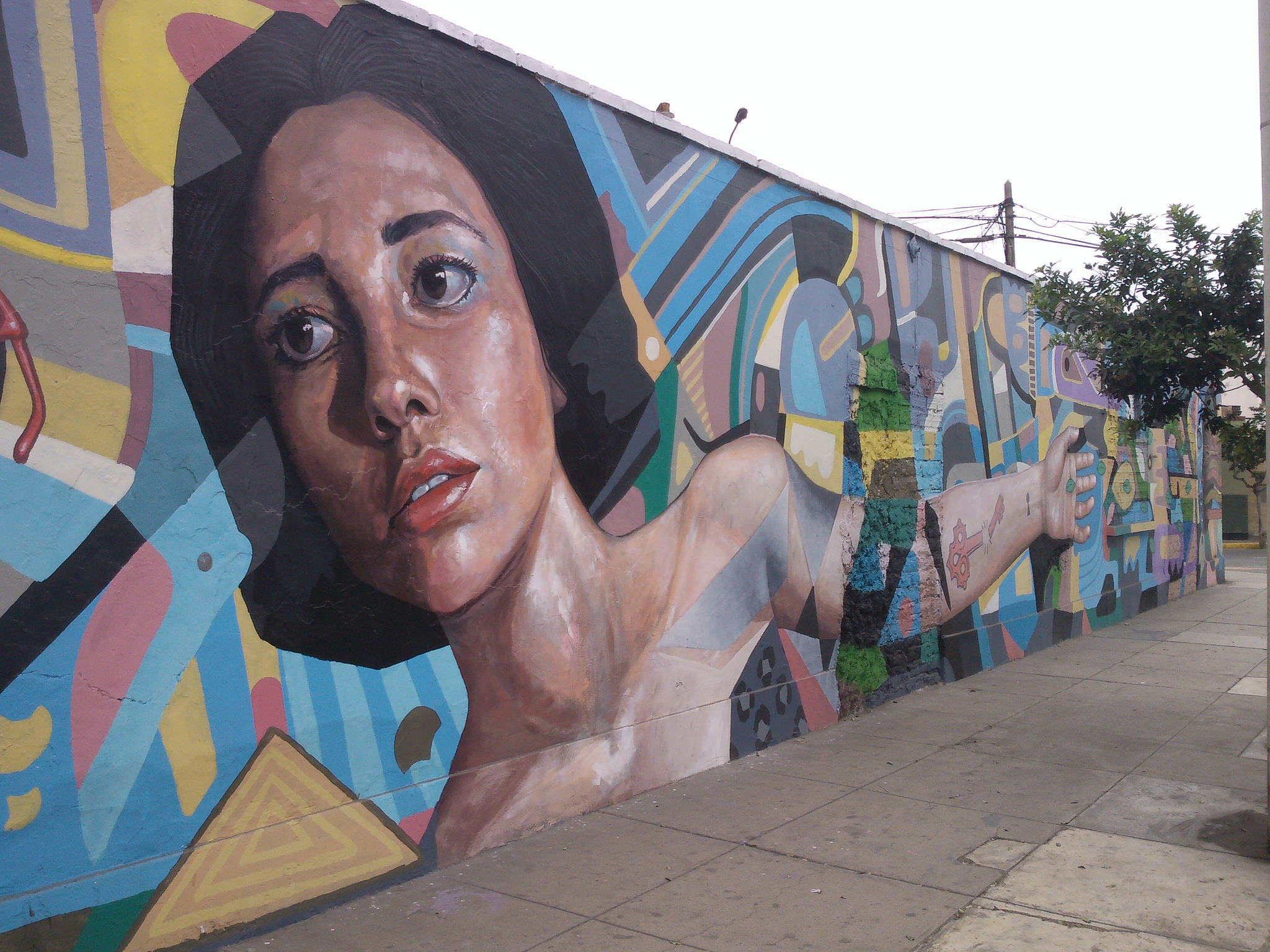
Ліма, Перу (2014)

Нью-Йорк продовжує бути стріт-арт Меккою, де з'їжджаються художники з усього світу, а саме такі райони Мангеттена як Сохо і Нижній Іст-сайд. Арт-район «Челсі» став місцем виставок вуличних художників.
Атланта, Джорджія та Маямі, Флорида серед південних міст є найактивнішими представниками стріт-арту. Стріт-арт в Атланті має вигляд 30-кілометрового «залізничного коридора». В Атланті створили стріт-арт групу в 2011 році. Маямі «Вінвуд» — розписана стіна, яка приваблює художників зі всього світу. В Сарасоті та Флориді щорічно проводяться різні стріт-арт заходи, фестивалі, зокрема, фестиваль Сарасота Крейда, заснований в 2007 році.
Лос-Анджелес, Сан-Франциско і Сан-Дієго — місця, де знаходяться всі вузли діяльності стрит-арту. Лабораторія стріт-арту Лос-Анджелеса, що відкрилась в 2011 році, являє собою 6,500 квадратних футів галереї стріт-арту, де знаходяться творіння місцевих жителів, таких як Алек Монополі, Морлі та ін.

### Європа

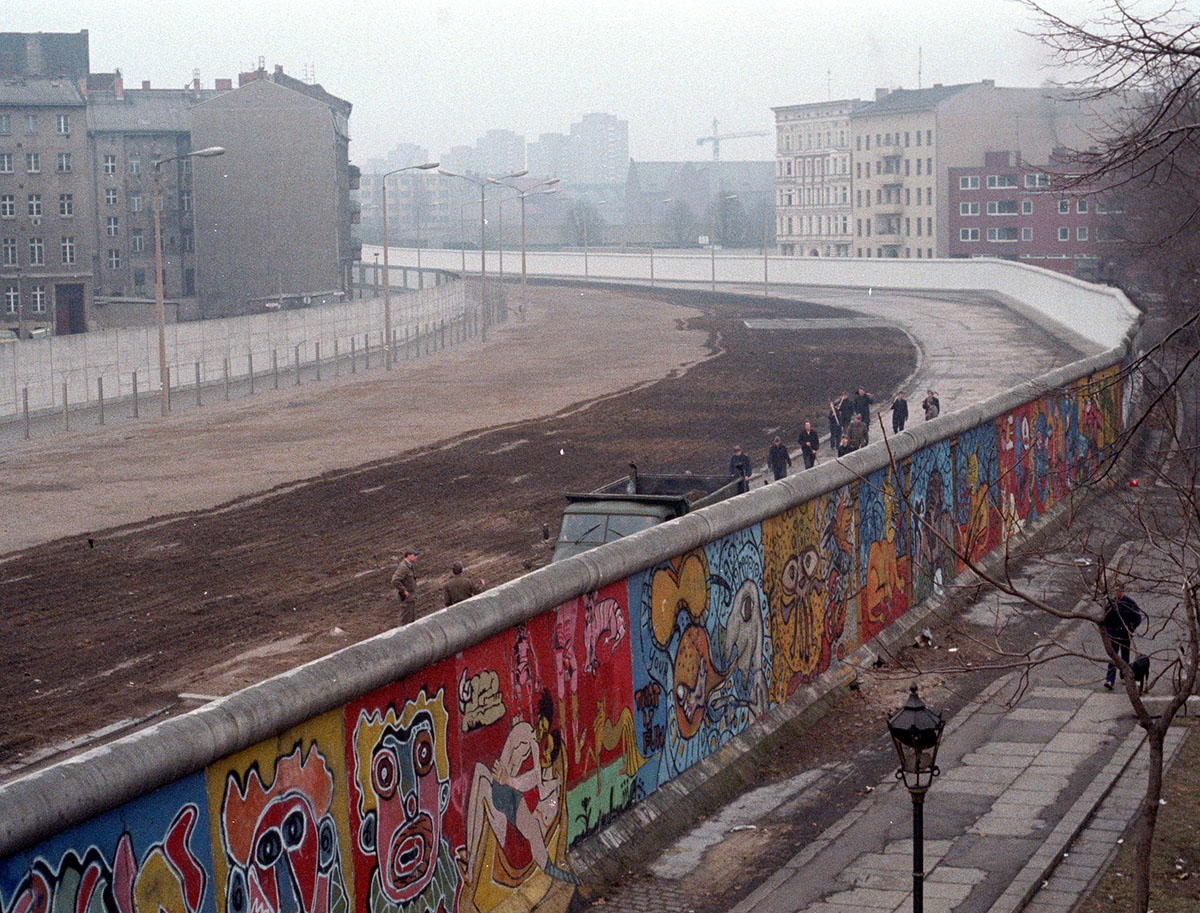
Німецька Берлінська стіна (1986) була ціллю художників протягом 1961—1989 років

Розмальована вантажівка. Париж

Одним з найбільших графіті-містом Європи є Лондон. Хоча офіційно тут стріт-арт заборонений, та все ж таки він має величезну кількість шанувальників і багато в чому є підтриманий громадськістю. Найбільше Лондон представлений в сфері стріт-арту завдяки своєму району Бристоль.
Стріт-арт на Берлінській стіні розвивався ще тоді, коли Німеччина була розділена і продовжував процвітати навіть після її возз'єднання. Берлінська стіна є справжнім домом для вуличних художників, таких як Тьєррі Нуар. Крім того стріт-арт стрімко розвивається в таких районах, як Мітте, Пренцлауер-Берг, Кройцберг і Фрідріхсхайн.
Стріт-арт у Греції розвивається з кінця 1980-х років і набрав найбільших обертів в Афінах. Зважаючи на кризу в країні 2011 року, ряд художників, як і всі жителі міст, не були згідні з умовами проживання в державі, тому й не дивно, що на стінах Афін та інших міст Греції почали з'являтися графіті-малюнки на цю тему. Вони намагалися створювати алегоричні твори з соціальним коментарем в історичному центрі міста та інших районах, щоб суспільство звернуло увагу на їхню думку щодо ситуації, яка виникла. До речі, «Нью-Йорк Таймс» опублікувала розповідь про кризу через призму вуличного мистецтва і мистецтва в цілому.
Також стріт-арт розвивається в таких містах Іспанії, як Мадрид, Барселона, Валенсія та Сарагоса.
Італія є дуже активною в сфері стріт-арту з кінця 1990-х років. Найвідоміші вуличні художники того часу: Blu, 108, Стін Лекс.

### Стріт-арт в Україні
В Україні на сьогоднішній день дуже потужно розвивається стріт-арт та графіті сцена в усіх регіонах. Особливими осередками є: Київ, Одеса, Львів, Луцьк, Івано-Франківськ, Кам'янець-Подільський, Харків, Дніпро, Запоріжжя, Черкаси, Суми — в цих містах активно та регулярно проводяться фестивалі вуличного мистецтва, створюються мурали.

#### Київ

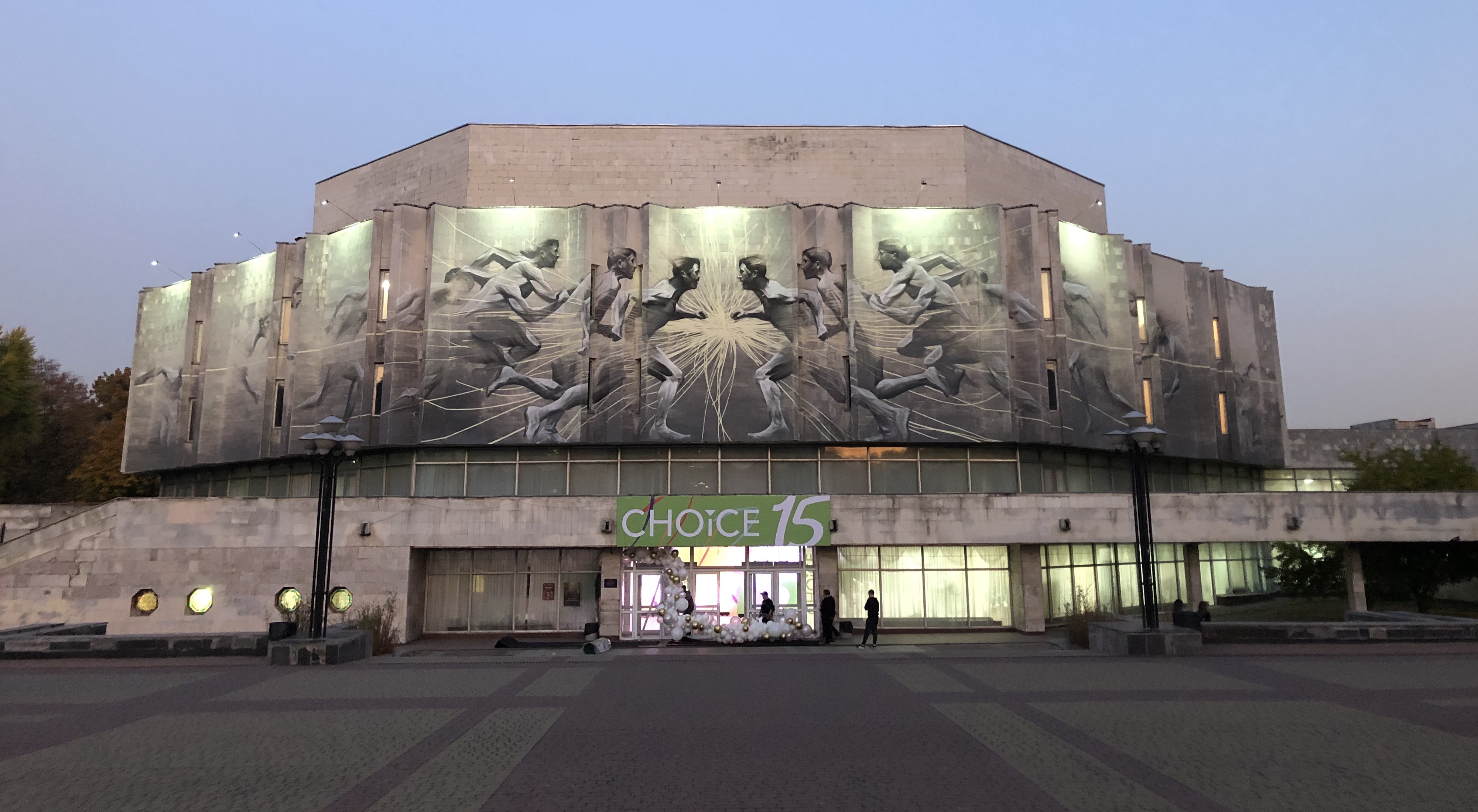
Мурал на фасаді Центру культури та мистецтв НТУУ «КПІ»

Починаючи з 2014 року художники з України, Іспанії, Аргентини, Австралії, Німеччини, Британії, Португалії та інших країн прикрасили муралами більше ста будинків Києва і цей тренд продовжується. Наразі Київмурал налічує 170 стінописа та 36 художника, які можна переглянути на сайті http://kyivmural.com/uk/index [Архівовано 10 березня 2021 у Wayback Machine.].
Хорошим прикладом є мурал в НТУУ «КПІ» створений канадським художником Аароном Лі-Хіллом. «На муралі зображено протони, які рухаються назустріч один одному з величезною швидкістю, а під час їх зіткнення вивільнюється енергія». Стінопис Лі-Хілла є частиною програми міжнародного фестивалю сучасного мистецтва у громадському просторі Mural Social Club, організатором якого виступив благодійний фонд Sky Art Foundation. Куратори проєкту — Олег Соснов та Юлія Островська.
Одними з найвідоміших представників українського стріт-арту є дует Interesni Kazki, їх роботи є в багатьох країнах світу.
Окрім вищезгаданого дуету, в Києві багато інших локальних артистів, які можуть виступати як поодинокі автори робіт, так і об'єднуватись в групи для створення масштабних проєктів.
Митець Женя Бертолуччі розмістив сотні бетонних півників на вулицях Києва.

#### Львів
Перший стріт-арт у Львові з'явився в районі Підзамче. Саме завдяки ініціативі з культурного розвитку одного з найдавніший районів міста, згодом на Підзамче з'явилася низка муралів і навіть цілий мистецький маршрут.
```

```

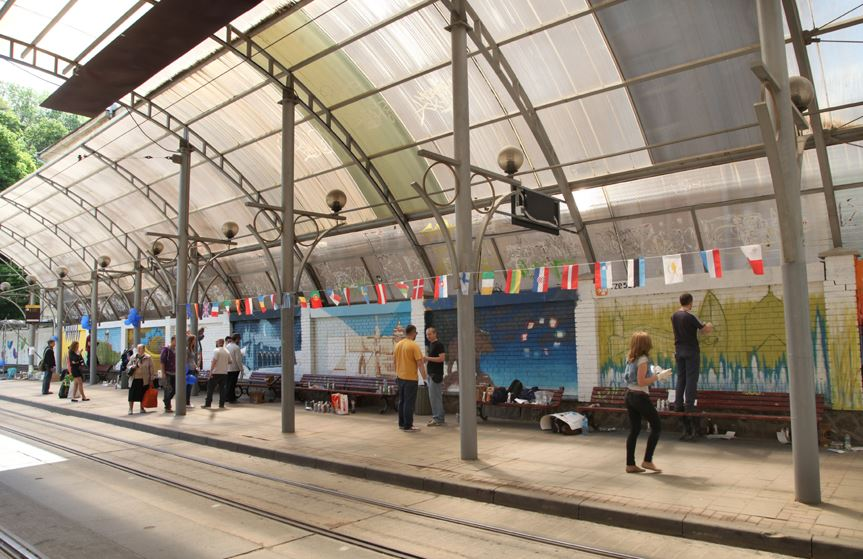
Європейські художники розмальовують трамвайну зупинку у Львові

В рамках програми Мистецьких резиденцій Музею Ідей болгарські стріт-арт художники Ніколай і Вікторія, що називають себе Sunshiners, втілили свої креативні ідеї на вулицях Львова. Хоч художники і зіткнулися із проблемним законодавством міста, яке не надто лояльно ставиться до стріт-арту, їм вдалося намалювати щось гарне у Львові. Всього Ніколай і Вікторія попрацювали у 4 місцях Львова:
- Трамвайна зупинка «Головна пошта» біля СШ№ 9
- Двір Театру Юного Глядача на вулиці Гнатюка
- Маленька вуличка Нижанківського — бічна від площі Галицької
- Рухомий об'єкт — бус Музею Ідей, який Вікторія та Ніколай розмалювали спільно з львівським художником Rude Viska

В 2015 році з'явилась Lviv Street Gallery. Львівська вулична галерея є проєктом артстудії Kickit, який виграв на Хакатоні соціальних інновацій від Інституту міста.
В 2016 році почала існувати галерея стріт-арту «Фарбований лис» з постійним приміщенням на вулиці Заводській 31. Від лютого 2016-го у галереї відбувалося по кілька подій щороку. Це і персональні виставки і групові концепти. Весь цей час вона також виконувала роль майстерні для вуличних художників — доступ відкритий для кожного. Найуспішнішим проєктом «Фарбованого лису» був фестиваль (наприкінці 2017-го) — Lviv WallKing. Тоді вдалося реалізувати проєкт ідеї першого у Львові туристичного напрямку по графіті та стріт-арт локаціям Підзамче. Це був дуже класний, компактний проєкт. Міцна база для розвитку вуличного мистецтва міста.
Раз в рік відбувається у Львові графіті-фестиваль Алярм. Це причина зібратися всією Україною і щось намалювати.